# مقتل كريستين فيتزهيو
تم قتل مدرسة الموسيقى«كريستين فيتزهيو» (1947-2000) في الخامس من شهر مايو عام 2000 في منزلها ببالو ألتو، كاليفورنيا. إتُهِمَ زوجها «كينيت كارول فيتزهيو الابن»(1943-2012) وتم الحكم عليه بالسجن لمدة 15 سنة والسجن مدى الحياة.

## التحقيق
أخبر كينيت الشرطة بأنه كان غائب عن منزله عندما تلقى مكالمة هاتفية من مكان عمل كريستين حين تم إخباره بأنها تغيبت عن العمل. طلب كينيت من اثنان من أصدقاء الغائلة بمرافقته إلى المنزل حيث وجدوا جثة كريستين عند قاع درج القبو.
زعم كينيت أن كريستين قد سقطت على الدرج لأنها كانت ترتدى أحذية غير آمنة، ولكن الدماء المختلطة بالماء في المطبخ أكدت أنها قد قُتِلَت هناك – بسبب ضربها على رأسها سبع مرات مع خنقها- وتم وضعها على درج القبو كحادثة مرتبة.
زعم كينيت أنه كان في سان ماتيو، بعيدًا عن المنزل، وقت حدوث الجريمة، ولكن وضحت تسجيلات هاتفه النقال أنه قد تلقى مكالمة في هذا الوقت وكان في محيط الجريمة. كشف البحث في سيارة كينيت عن ملابس، أحذية وأشياء أخرى ملطخة بدماء كريستين.
كانت حجة غياب كينيت عن المنزل هي عمله. كان يعمل كينيت كسمسار عقارات وكان يقوم بتفتيش بعض الممتلكات بسان ماتيو وقت حدوث الجريمة ولكن كشفت تسجيلات هاتفه النقال أنه كان في بالو ألتو.

## الإدانة
في عام 2001، تم إدانة كينيت فيتزهيو بجريمة قتل من الدرجة الثانية وحُكِمَ عليه بالسجن لمدة 15 سنة والسجن مدى الحياة. تم رفض الالتماس عام 2006. يزال الدافع وراء الجريمة غير واضح. كان من الممكن ان غضب كينيت بأن كريستسن كانت ستخبر ابنها الأكبر أن كينت ليس أباه البيولوجى؛ وهذا ما أكده تحليل الحمض النووى الذي تم إجرائه بعد الجريمة. بالإضافة إلى حصول كينيت على 96000$ من تأمين حياة كريستين كما كان سيحصل على بعض أو كل أملاكها التي تقَدَر ب 900000$ إذا ما تم القبض عليه.
أطلق سراح فيتزهيو بدوافع الرحمة في فبراير 2012 بسبب إصابته بمرض باركينسون وتوفى فيتزهيو ببالو ألتو في 27 أكتوبر 2012 في عمر ال 69 عامًا.